# Little Deuce Coupe
Little Deuce Coupe je četrti album ameriške glasbene skupine The Beach Boys. Izšel je leta 1963 pri založbi Capitol Records.

## Seznam skladb
1. "Little Deuce Coupe" - 1:38
2. "Ballad of Ole' Betsy" - 2:15
3. "Be True to Your School" - 2:06
4. "Car Crazy Cutie" - 2:47
5. "Cherry, Cherry Coupe" - 1:47
6. "409"	- 1:58
7. "Shut Down" - 1:48
8. "Spirit of America" - 2:23
9. "Our Car Club" - 2:21
10. "No-Go Showboat" - 1:54
11. "A Young Man Is Gone" - 2:15
12. "Custom Machine" - 1:38
13. "Be True to Your School" (single version) - 2:10
14. "All Dressed Up for School" - 2:24
15. "Little Honda" (alternate take) - 2:13
16. "Don't Back Down" (alternate take) - 1:39